# Уранографія

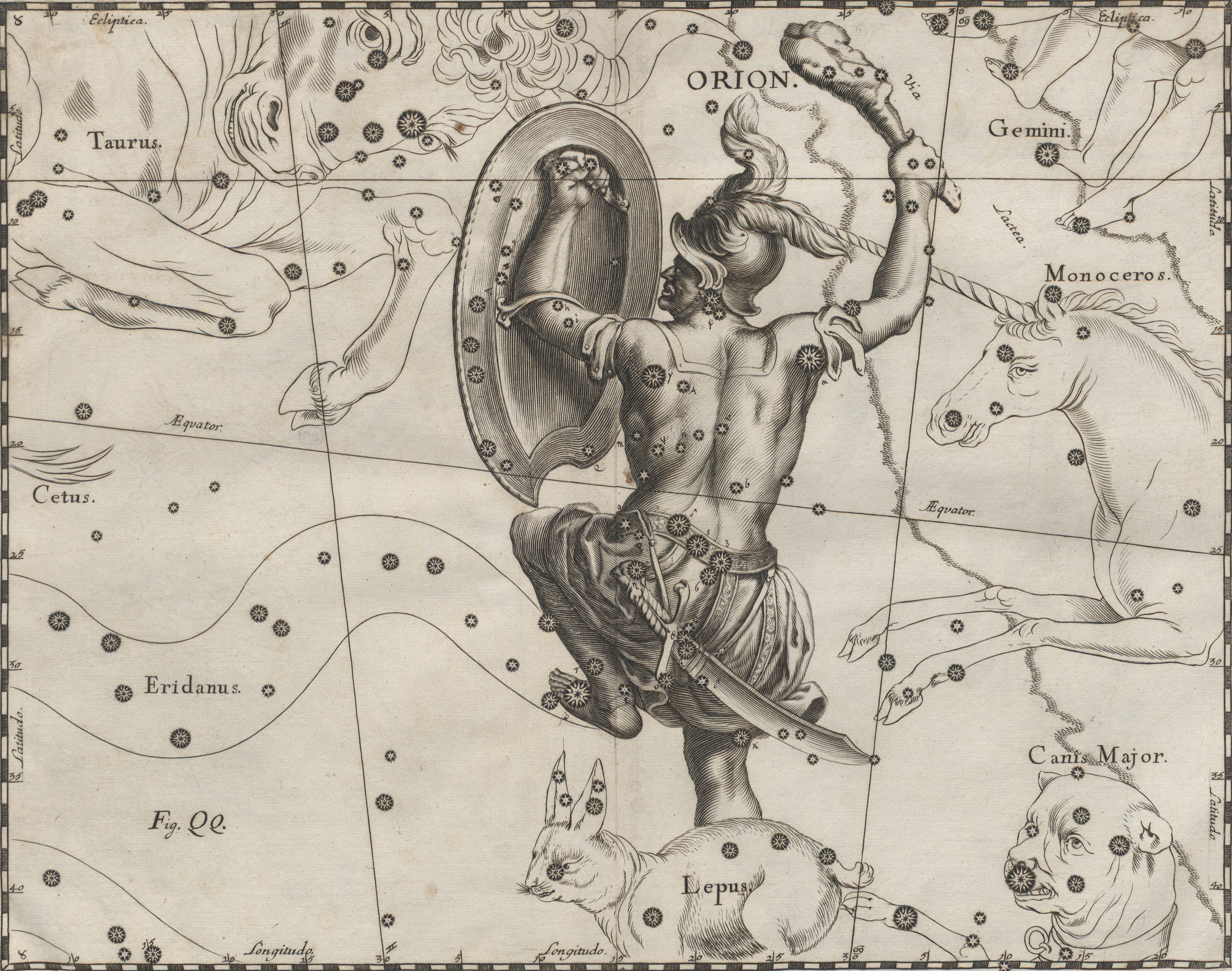
Сузір'я Оріон з «Небопису» Яна Гевелія

«Не́бопис усього́ зо́ряного не́ба»  (лат. Uranographia: totum caelum stellatum), або «Ураногра́фія» (лат. Uranographia) — атлас зоряного неба Яна Гевелія. Виданий 1690 року після смерті Гевелія його дружиною Ельжбетою.
Атлас містить 56 карт: 49 карт із зображеннями окремих сузір'їв, 4 — з зображенням двох графічно пов'язаних сузір'їв, одну карту з південними приполярними сузір'ями й 2 карти навколополюсних сузір'їв. На картах з точністю в одну кутову мінуту нанесено 1564 зорі з каталогу Гевелія. Фактично, це гранична точність для «паперових» видань, тому атлас Гевелія досяг того ж порядку точності, що й зоряні карти та атласи сучасності.
Попри те, що астрономічна практика тоді вже відмовилася від описового принципу позиціонування небесних об'єктів, атлас традиційно містив зображення персонажів сузір'я. Графічні малюнки Гевелія стали класикою зображення сузір'їв. На відміну від попередників, на кожній карті показано контури прилеглих сузір'їв. Малюнки та гравірування були зроблені астрономом на деяких картах самостійно, за власним бездефектним методом.
Атлас має деякі недоліки. Більшу частину карт виконано в невдалій прямолінійній «трапеціїдальній» проєкції. До того ж Гевелій використовував дзеркально-перевернуті зображення сузір'їв, щоб зробити їх сумісними з зображеннями на небесних глобусах, які в той час вже перестали бути популярними. Помилково нанесено й координатну сітку.
У «Небописі» Ян Гевелій запропонував кілька нових сузір'їв, сім з яких збереглися до наших часів.